# This Picture
This Picture è un singolo del gruppo musicale britannico Placebo, il secondo estratto dal loro quarto album in studio Sleeping with Ghosts e pubblicato il 16 giugno 2003.

## Video musicale
Il video ufficiale, diretto da Howard Greenhalgh e pubblicato nel giugno 2003, vede protagonista una fotomodella (interpretata da Asia Argento) di una catena di abbigliamento italiana fittizia chiamata "Mancuso" della quale non viene mostrata inizialmente la faccia perché censurata, come anche in una sua foto che cerca di guardare e nei diversi cartelloni pubblicitari in cui è presente. Proprio da tali cartelloni sparsi per la città le diverse copie della donna nelle immagini prendono vita ed escono fuori dai cartelloni per dirigersi nella stanza dove i Placebo eseguono il brano, dove il cantante Brian Molko le fa ricomparire il viso con un particolare congegno.

## Tracce
CD
1. This Picture – 3:36
2. Soulmates – 3:23
3. Where Is My Mind? (XFM Live Version) – 3:56

CD (Australia)
1. This Picture – 3:36
2. Soulmates – 3:23
3. Where Is My Mind? (XFM Live Version) – 3:56
4. Daddy Cool – 3:21
5. Teenage Angst (Piano Version) – 3:34

Vinile 7"
1. This Picture – 3:36
2. Where Is My Mind? (XFM Live Version) – 3:56

DVD
1. This Picture – video ufficiale
2. intervista ai Placebo
3. This Picture – versione acustica registrata a RTL2 France
4. Jackie – traccia audio

## Classifiche
| Classifica (2003) | Posizione massima |
| ----------------- | ----------------- |
| Australia         | 52                |
| Francia           | 63                |
| Germania          | 23                |
| Italia            | 42                |
| Regno Unito       | 23                |